# Chios (regionální jednotka)
Chios (řecky: Περιφερειακή ενότητα Χίου) je jednou z 5 regionálních jednotek kraje Severní Egeis v Řecku. Zahrnuje území obydlených ostrovů Chios, Oinousses a Psara a menších okolních neobydlených ostrovů. Hlavním městem je Chios. Břehy omývá Egejské moře.

## Administrativní dělení
Regionální jednotka Chios se od 1. ledna 2011 člení na 3 obce, které odpovídají hlavním obydleným ostrovům:

Administrativní dělení

| číslo na mapce | Obec      | řecky           | rozloha (km²) | počet obyvatel | hustota zalidnění | sídlo obce |
| -------------- | --------- | --------------- | ------------- | -------------- | ----------------- | ---------- |
| 1              | Chios     | Δήμος Χίου      | 842,54        | 51 390         | 60,99             | Chios      |
| 2              | Oinousses | Δήμος Οινουσσών | 14,38         | 826            | 57,44             | Oinousses  |
| 3              | Psara     | Δήμος Ψαρών     | 44,50         | 458            | 10,29             | Psara      |